# Distrito electoral local 18 de Chihuahua
El Distrito electoral local 18 de Chihuahua es uno de los 22 distritos electorales en los que se encuentra dividido el territorio del estado de Chihuahua y uno de los 5 en los que se divide la ciudad de Chihuahua. Su cabecera es Chihuahua.
Desde el proceso de redistritación de 2022 abarca la zona oeste de la ciudad de Chihuahua y el norte del Municipio de Chihuahua.

## Distritaciones anteriores

### Distritación de 1989
En la distritación de 1989 este distrito fue introducido teniendo como cabecera a Madera, abarcando los municipios de Gómez Farías, Ignacio Zaragoza, Madera, Matachí y Temósachi.

### Distritación de 1995
Para 1995 el distrito pasó a tener su cabecera en Camargo, abarcando los municipios de Camargo, La Cruz, Julimes, Manuel Benavides, Ojinaga, Rosales, San Francisco de Conchos y Saucillo.

### Distritación de 1997
En 1997 pasó a tener su cabecera en Chihuahua, abarcando la zona este de la ciudad.

### Distritación de 2012
Para 2012 el distrito continuó abarcando la misma zona que abarcaba anteriormente, con cabecera en Chihuahua.

### Distritación de 2015
Entre 2015 y 2018, el distrito continuó teniendo su cabecera en la ciudad de Chihuahua, esta vez abarcando la zona sur de la ciudad y el sur del Municipio de Chihuahua.

## Diputados por el distrito
| Diputado                         | Grupo parlamentario | Legislatura | Periodo     | Cabecera distrital Según cada distritación |
| -------------------------------- | ------------------- | ----------- | ----------- | ------------------------------------------ |
| Sergio Prieto Gamboa             |                     | LVI         | 1989 - 1992 | Madera                                     |
| Humberto Pérez Rodríguez         |                     | LVII        | 1992 - 1995 | Madera                                     |
| Yolanda Baeza Martínez           |                     | LVIII       | 1995 - 1998 | Camargo                                    |
| Víctor Manuel Garay Corral       |                     | LIX         | 1998 - 2001 | Chihuahua                                  |
| Juan Antonio González Villaseñor |                     | LX          | 2001 - 2004 | Chihuahua                                  |
| Minerva Castillo Rodríguez       |                     | LXI         | 2004 - 2007 | Chihuahua                                  |
| Javier Gaudini Díaz Gurrola      |                     | LXII        | 2007 - 2010 | Chihuahua                                  |
| Alejandro Domínguez Domínguez    |                     | LXIII       | 2010 - 2013 | Chihuahua                                  |
| Teporaca Romero del Hierro       |                     | LXIV        | 2013 - 2016 | Chihuahua                                  |
| Rocío González Alonso            |                     | LXV         | 2016 - 2018 | Chihuahua                                  |
| Rocío González Alonso            |                     | LXVI        | 2018 - 2021 | Chihuahua                                  |
| Carla Rivas Martínez             |                     | LXVII       | 2021 - 2022 | Chihuahua                                  |
| Andrea Daniela Flores Chacón     |                     | LXVII       | 2022 -      | Chihuahua                                  |

## Resultados Electorales

### 2016
|  | 49.90 % |

|  | 25.28 % |

|  | 1.69 % |

|  | 1.88 % |

|  | 3.57 % |

|  | 4.44 % |

|  | 4.87 % |

|  | 3.90 % |

|  | 0.18 % |

|  | 4.31 % |

|  | 100.00 % |

### 2013
|  | 37.15 % |

|  | 49.31 % |

|  | 2.33 % |

|  | 2.84 % |

|  | 3.74 % |

|  | 0.18 % |

|  | 4.44 % |

|  | 100.00 % |

### 2010
|  | 38.40 % |

|  | 51.99 % |

|  | 1.65 % |

|  | 1.58 % |

|  | 1.56 % |

|  | 0.20 % |

|  | 4.61 % |

|  | 100.00 % |

### 2007
|  | 49.18 % |

|  | 42.82 % |

|  | 1.86 % |

|  | 1.53 % |

|  | 2.36 % |

|  | 0.33 % |

|  | 0.01 % |

|  | 1.91 % |

|  | 100.00 % |

### 2004
|  | 48.89 % |

|  | 49.38 % |

|  | 0.02 % |

|  | 1.72 % |

|  | 100.00 % |

### 2001
|  | 47.38 % |

|  | 41.72 % |

|  | 2.90 % |

|  | 2.03 % |

|  | 3.29 % |

|  | 0.59 % |

|  | 0.13 % |

|  | 0.65 % |

|  | 0.02 % |

|  | 1.29 % |

|  | 100.00 % |

### 1998
|  | 44.89 % |

|  | 44.39 % |

|  | 5.20 % |

|  | 0.66 % |

|  | 0.65 % |

|  | 2.83 % |

|  | 0.02 % |

|  | 1.35 % |

|  | 100.00 % |

### 1995
|  | 46.04 % |

|  | 47.35 % |

|  | 3.04 % |

|  | 0.86 % |

|  | 0.53 % |

|  | 0.02 % |

|  | 0.00 % |

|  | 2.11 % |

|  | 100.00 % |

### 1992
|  | 33.28 % |

|  | 53.17 % |

|  | 0.62 % |

|  | 3.36 % |

|  | 0.08 % |

|  | 1.40 % |

|  | 0.01 % |

|  | 3.99 % |

|  | 100.00 % |

### 1989
|  | 12.21 % |

|  | 74.26 % |

|  | 5.42 % |

|  | 0.15 % |

|  | 2.57 % |

|  | 2.40 % |

|  | 0.00 % |

|  | 3.00 % |

|  | 100.00 % |